# ADX
ADX é uma banda francesa formada em 1982 em Paris, falando de lendas e histórias. Lançaram seu primeiro álbum em 1985.

## Discografia
- Exécution (1985)
- La terreur (1986)
- Suprématie (1987)
- Exécution Publique (1988)
- Weird Visions (1990)
- Résurection (1998)
- VIII Sentence (2001)
- Division Blindée (2008)
- Terreurs (2010)
- Immortel (2011)
- Ultimatum (2014)